# Gare d'Oleksandria
La gare de Oleksandria  (ukrainien : Олександрія (станція)) est une gare ferroviaire située dans la ville de Oleksandria en Ukraine.

## Histoire

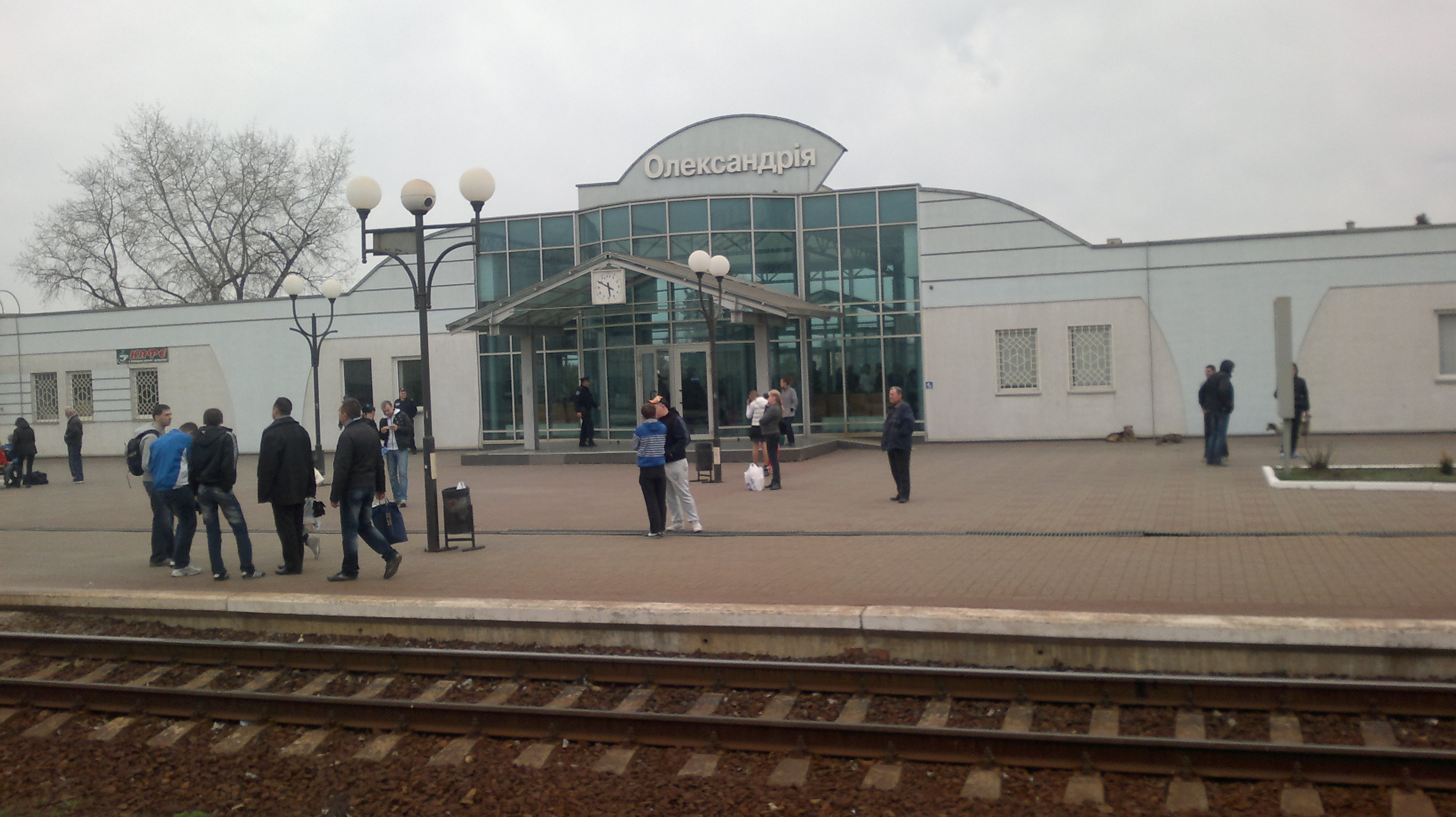
Côté quai.